# Армянская церковь Святого Георгия (Феодосия)
Церковь Святого Георгия (арм. Սուրբ Գեորգի եկեղեցի) — армянская церковь XIV века в Феодосии. Бывший кафоликон Георгиевского монастыря, который в XV веке находился за городом, на юг от стен внешнего оборонного кольца (район современных ул. Нахимова и Десантников). Храм многократно перестраивался, купол был построен в XIX веке. 

## История
Построена в 1385 году. Перестроена в XIX веке. Закрыта в 1921 году. В 1998 году передана армянской общине города. В декабре 2019 года власти Феодосии отдали под застройку древнее армянское кладбище под стенами церкви.

## Описание
В плане — вытянутый прямоугольник. Своеобразие внешнего вида обусловлено тем, что строение состоит из нескольких объёмов разных времен постройки.
Старая восточная часть храма сложена из бута и перекрыта полукруглыми арочными сводами. Возведенные в XIX веке средняя и западная части сложены из обработанного камня. Средняя часть увенчана куполом на восьмигранном барабане в традициях русской архитектуры. Западная стена имеет сводчатое перекрытие. Оконные и дверные проемы стреловидные. Внутри и снаружи здание отштукатурено.

## Строительство элитного жилого комплекса
4 декабря 2019 года начался снос древнего армянского кладбища в охранной зоне храма для строительства элитного жилого комплекса. Застройщик имеет необходимые украинские документы, выданные ему в 2006 году и признанные легитимными российскими властями в октябре 2016 года. В 2024г. Начался снос незаконно построенного элитного комплекса. По решению суда. 

## Галерея

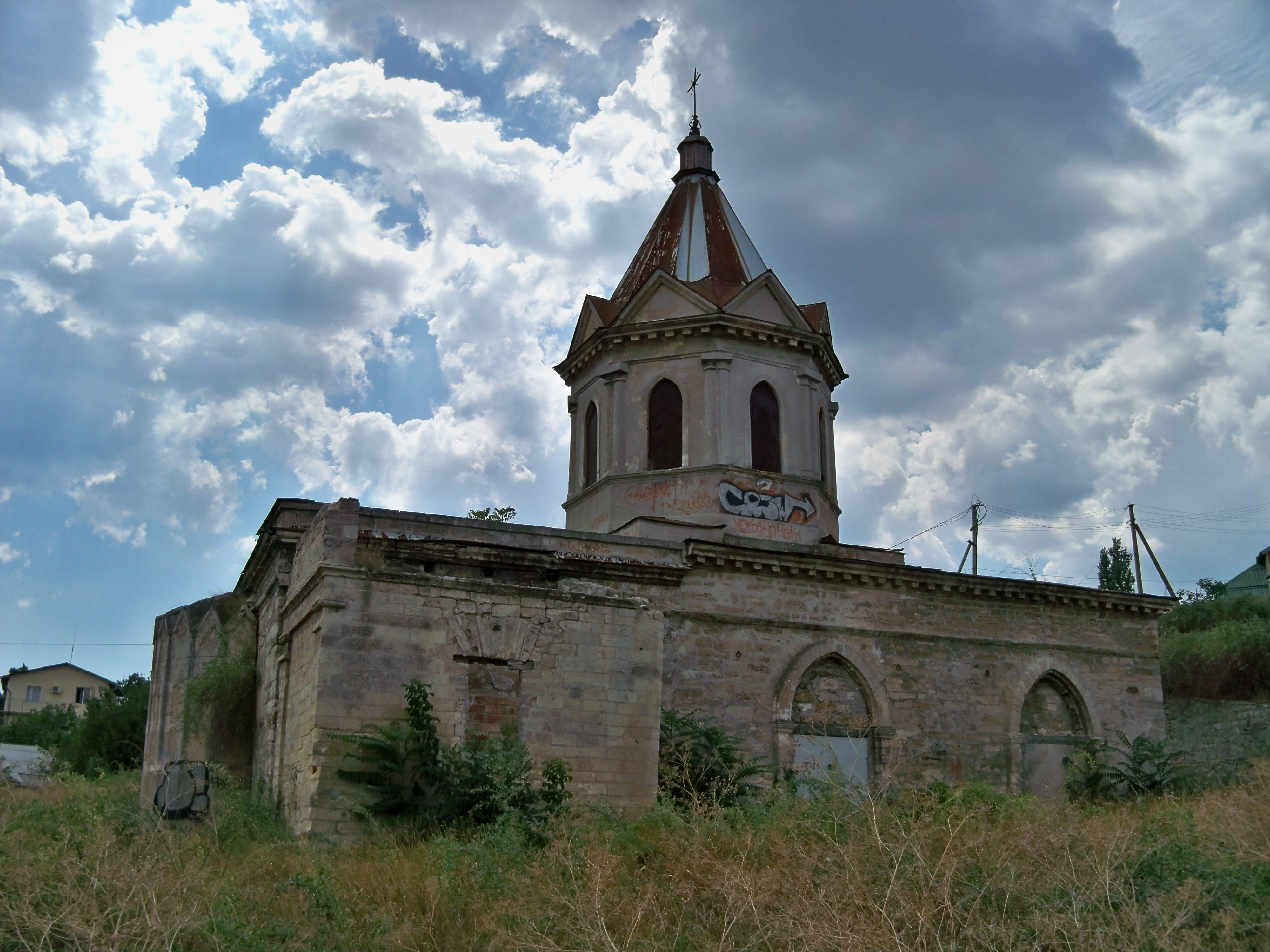
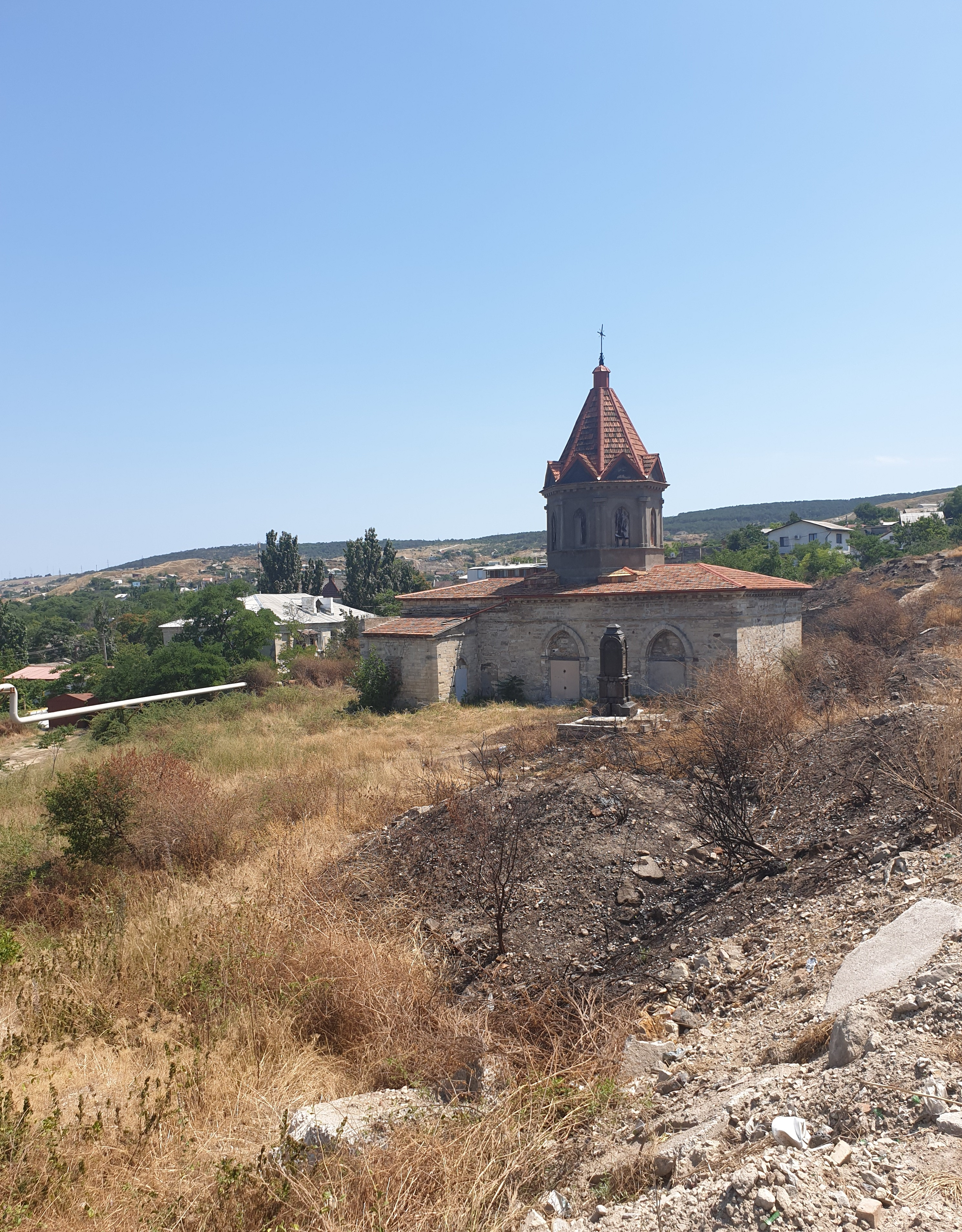
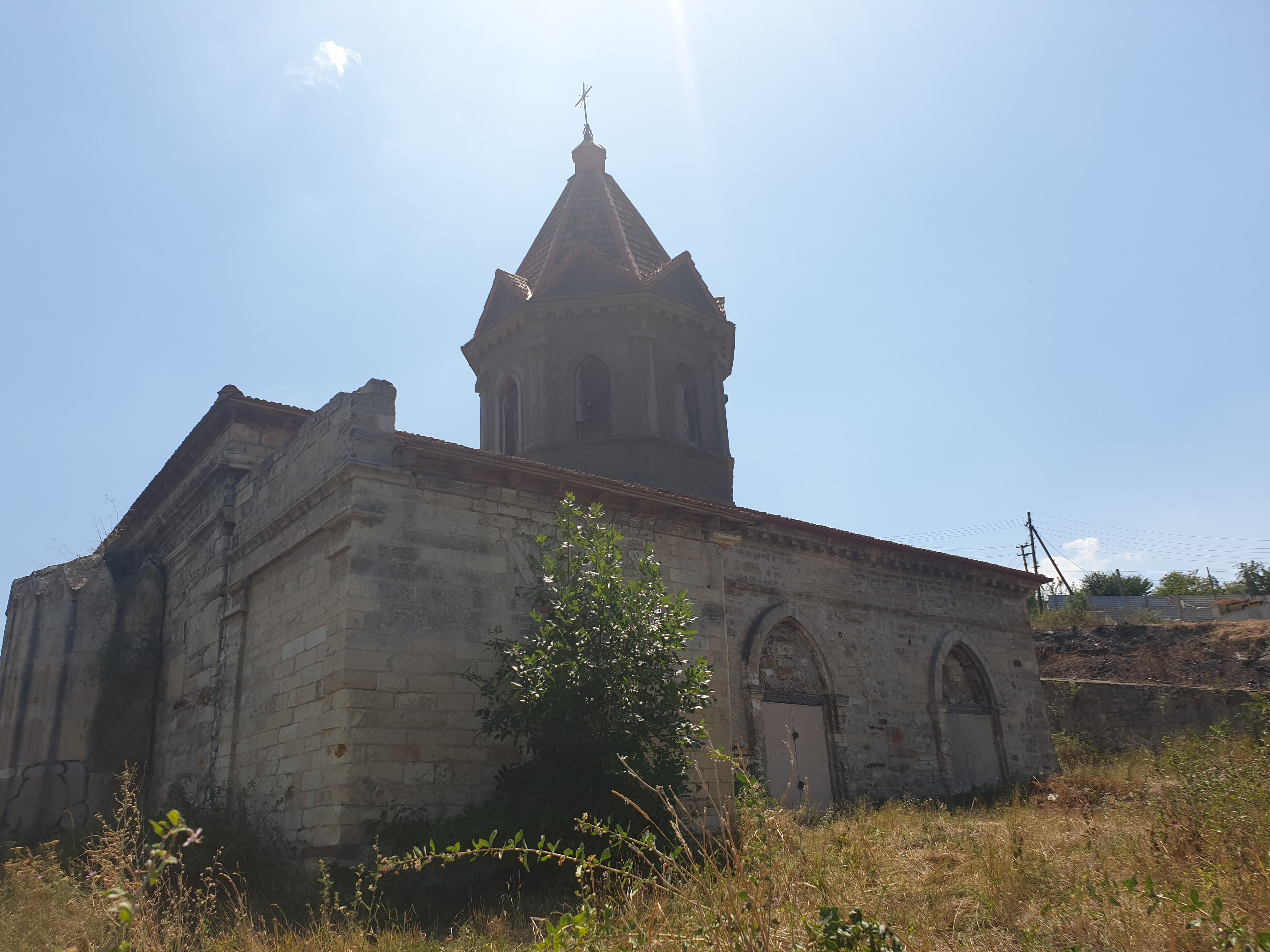
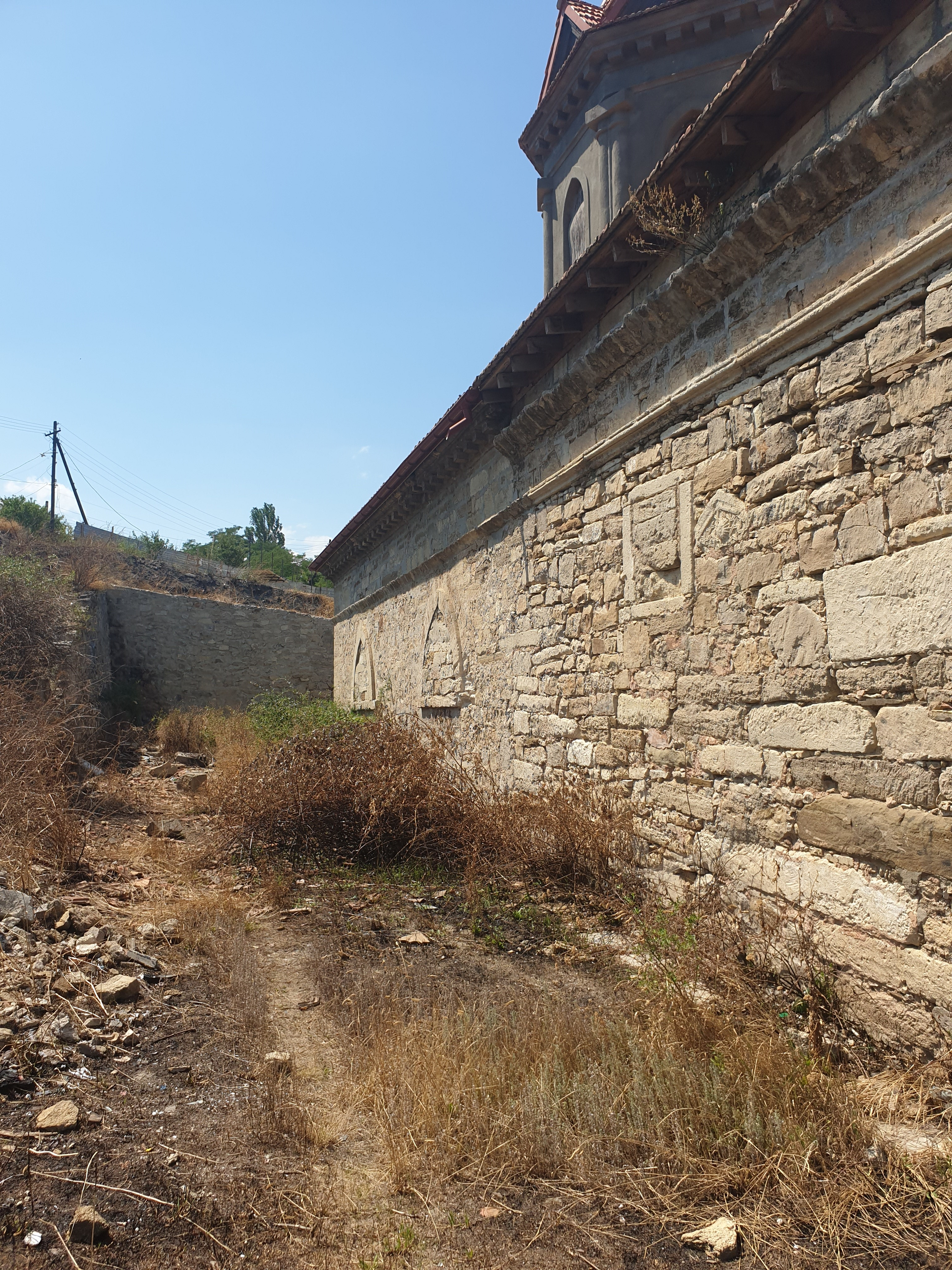
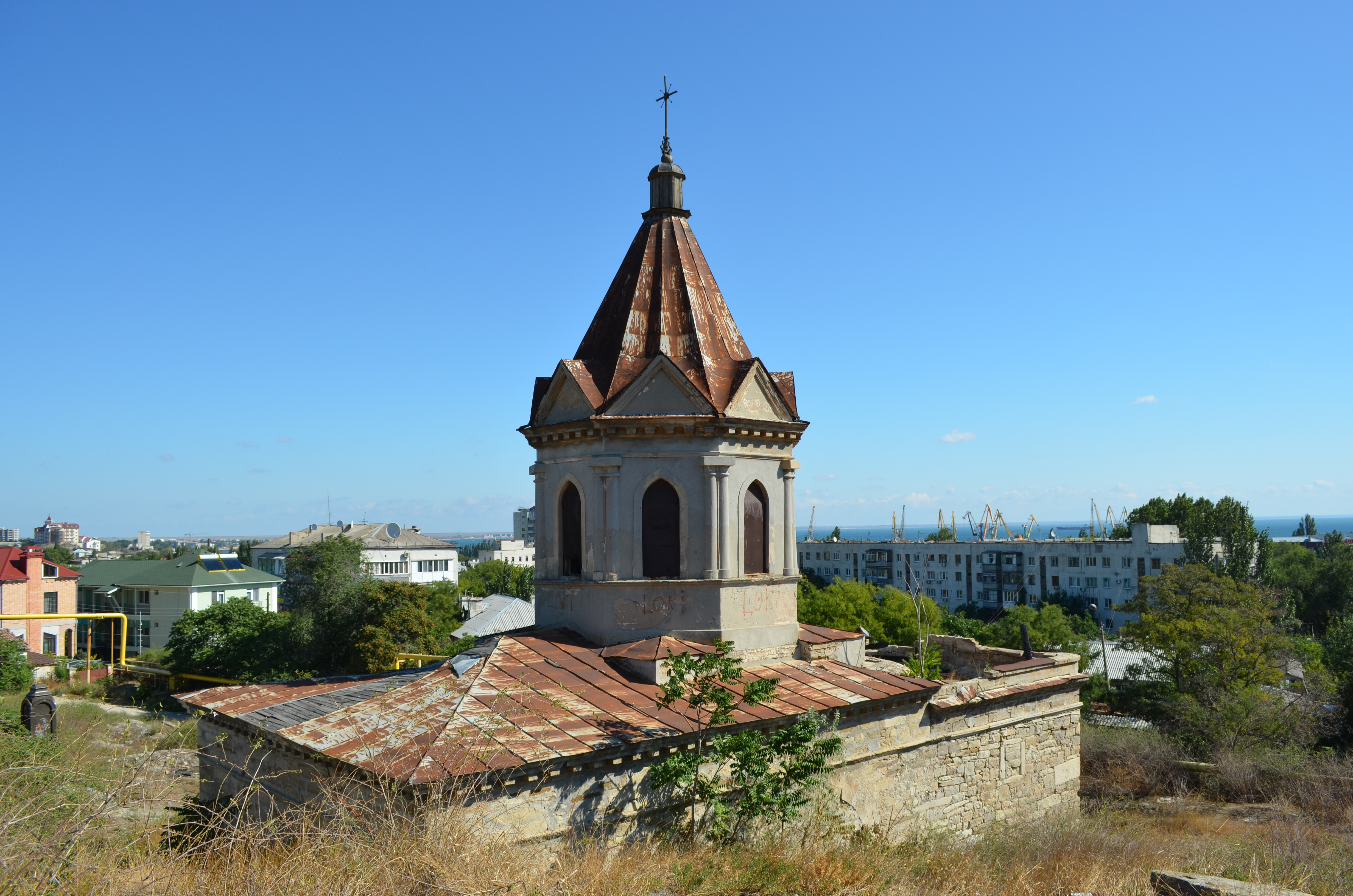